# Onychionyx minor
Onychionyx minor är en skalbaggsart som beskrevs av Roger Paul Dechambre 2003. Onychionyx minor ingår i släktet Onychionyx och familjen Dynastidae. Inga underarter finns listade i Catalogue of Life.